# جودی تایلر
جودی تایلر (انگلیسی: Judy Tyler؛ ۹ اکتبر ۱۹۳۲ – ۳ ژوئیهٔ ۱۹۵۷) یک هنرپیشه اهل ایالات متحده آمریکا بود.
از فیلم‌ها یا برنامه‌های تلویزیونی که وی در آن نقش داشته است می‌توان به راک در زندان اشاره کرد.